# Kosmologia indyjska
Kosmologia indyjska – nazwa zbiorcza dla odmian koncepcji kosmologii wywodzących się z obszaru Indii.

## Podział
W sensie historycznym, poza nowożytnymi koncepcjami akademickimi, w okresie starożytnym wyróżnić można trzy klasyczne kosmologie indyjskie:
1. kosmologię hinduistyczną
2. kosmologię buddyjską ( Buddhaghosza, Wasubandhu, ...)
3. kosmologię dźinijską[1].

Podział na trzy kosmologie ogólnie pokrywa się z największymi kierunkami religijnymi starożytnych Indii. W ogólności wszystkie one wskazują na ulokowaną w środku wszechświata górę klasy axis mundi,  nazywaną w sanskrycie Meru a w pali Sineru lub Sumeru.

### Kosmologia hinduistyczna
Kosmologia hinduistyczna może być rozpatrywana w odniesieniu do klas najważniejszych dzieł dharmicznych jako:
1. kosmologia wedyjska
2. kosmologia brahmanów[3]
3. kosmologia upaniszd
4. kosmologię puran[4].

Poza podziałem ze względu na klasę dzieł hinduistycznych, w odniesieniu do kosmologii hinduistycznej możliwy jest podział ze względu na tradycje religijne wewnątrz hinduizmu. Przykładami dla takich kosmologii mogą być kosmologie tradycji śiawaickich jak np.:
- kosmologia śajwasiddhanty
- kosmologia śiwaizmu kaszmirskiego.